# سلزون
السُّلزُون هو مجرى ماء في جنوب فرنسة في مقاطعة أفيرون أحد روافد نهر السرنون وروافد فرعية لنهر الجارون عبر نهر الترن.

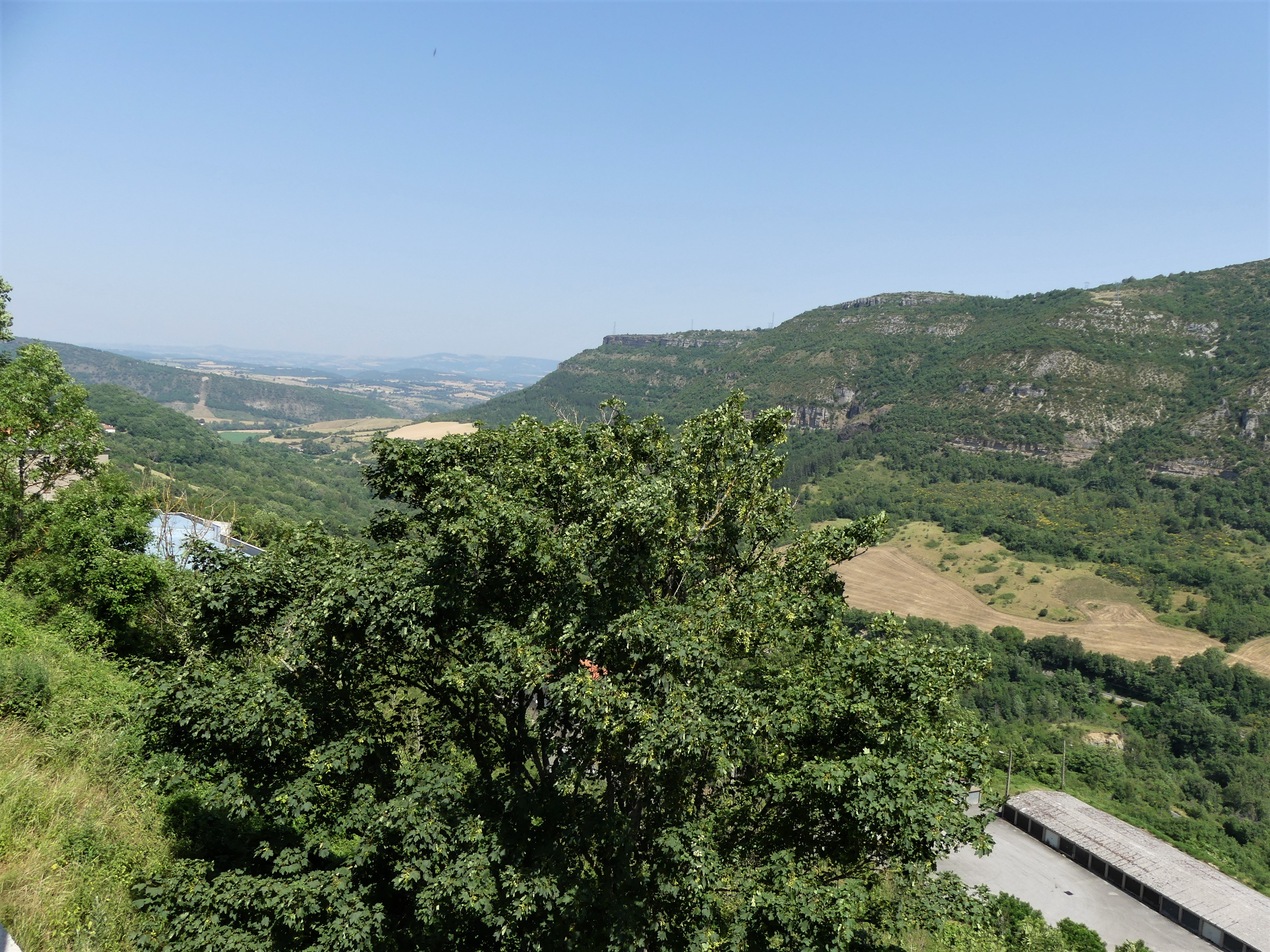